# Campo Nuevo, Tabasco
Campo Nuevo är en ort i Mexiko.   Den ligger i kommunen Jonuta och delstaten Tabasco, i den sydöstra delen av landet, 800 km öster om huvudstaden Mexico City. Campo Nuevo ligger 9 meter över havet och antalet invånare är 379.
Terrängen runt Campo Nuevo är mycket platt. Runt Campo Nuevo är det mycket glesbefolkat, med 3 invånare per kvadratkilometer. Närmaste större samhälle är Jonuta, 9,9 km väster om Campo Nuevo. Omgivningarna runt Campo Nuevo är en mosaik av jordbruksmark och naturlig växtlighet.